# Scolecite
La scolecite è un minerale, un silicato (tettosilicato) di calcio e alluminio idrato, che appartiene al gruppo delle zeoliti. Fu scoperta nel 1813; il suo nome deriva dal greco scolex, perché i suoi cristalli si arricciano come vermi, quando vengono scaldati alla fiamma del becco Bunsen.

## Morfologia
La scolecite è la tipica zeolite fibrosa; possiede una struttura cristallina monoclina, caratterizzata da un solo asse binario e da un piano di simmetria. La scolecite ha una densità di 2,3 g/cm³ e una durezza di 5,5 su scala di Mohs. Essa ha una buona sfaldatura e una frattura concoide. Si presenta con sottili cristalli prismatici striati, bianchi o incolori, riuniti in ventagli o in masse fibroso-raggiate. La scolecite ha cristalli a bacchetta più spessi rispetto alla natrolite, ma non sempre è facile distinguerle ad occhio nudo, somigliandosi molto.

## Proprietà chimico-fisiche
La scolecite è dura, fragile, leggera e perfettamente sfaldabile. Possiede una trasparenza con una lucentezza che varia dal vitreo al sericeo. Sottoposta al riscaldamento, prima si arriccia e poi fonde, formando un vetro bolloso. È solubile nell’acido cloridrico, formando una gelatina silicea.

## Origine e giacitura
La scolecite ha origine idrotermale nelle cavità e nelle bolle gassose delle rocce vulcaniche ed anche lungo le litoclasi alpine, insieme a calcite e zeoliti. Si ritrova di frequente associata ad apofillite, laumontite, stilbite, heulandite, calcite, prehnite e quarzo. Cristalli prismatici chiari, lunghi fino a 200 mm, provengono da cavità basaltiche presso Nasik e Poona in India. Si ritrovano cristalli anche a Teigarhorn, in Islanda e a Suderoe, isole Färöer.
La scolecite è stata segnalata a Maderaner Tal, in Svizzera.
In Italia, è stata segnalata nei blocchi basaltici eruttati dal Somma-Vesuvio e nei basalti antichi della Val di Fassa (Trentino), nonché nelle rocce metamorfiche di varie località delle Alpi.

## Usi
Minerale di interesse scientifico e collezionistico.